# Ellie Campbell
Ellie Campbell (Brighton, 21 luglio 1975) è una cantante britannica.

## Biografia
Salita alla ribalta come vincitrice di un talent show trasmesso su GMTV, Ellie Campbell ha firmato un contratto discografico con la Jive Records, con cui ha pubblicato il suo singolo di debutto Sweet Lies a marzo 1999, raggiungendo la 42ª posizione della Official Singles Chart britannica. È stato seguito da un secondo singolo, So Many Ways, che ha raggiunto la 26ª posizione in classifica, diventando il suo maggiore successo. Un terzo singolo, Don't Want You Back, è uscito l'anno successivo ed è diventato la sua terza top 50 britannica, entrando in classifica anche in Australia. Il suo album di debutto Ellie è uscito a giugno 2001. Era pianificato un quarto singolo, una cover di You're No Good di Dee Dee Warwick, per il quale era anche stato registrato un video musicale, ma è stato annullato e pubblicato solo negli Stati Uniti.

## Discografia

### Album in studio
- 2001 – Ellie

### Singoli
- 1999 – Sweet Lies
- 1999 – So Many Ways
- 2000 – Don't Want You Back
- 2001 – You're No Good